# Grundschule Harmonie
Die Grundschule Harmonie liegt in Eitorf in Nordrhein-Westfalen und ist dort eine von vier staatlichen Grundschulen. Sie ist nach dem Ortsteil  Harmonie benannt.

## Unterrichtmerkmale
Es wird jahrgangsübergreifend und fächerübergreifend gearbeitet. Die Schule legt einen Schwerpunkt auf Hinführung zum eigenverantwortlichen Lernen, auf  Erziehung zur Selbstverantwortung durch Lernarrangements in kooperativen demokratischen Strukturen. Besonders bekannt wurde sie u. a. durch den Bezug auf die Freinet-Pädagogik und den Offenen Unterricht (Falko Peschel).
Als Fremdsprache wird Englisch unterrichtet. Seit 2000 gibt es Türkischunterricht, der von Eltern gehalten wird. Im Schuljahr 2009/10 wird dreimal in der Woche Spanisch angeboten. Seit dem gleichen Schuljahr ist die Grundschule Harmonie Inklusionsschule.

## Organisation
In einem Kinderparlament, einer Schulversammlung und einem Klassenrat bestimmen die Kinder selbst über das Schulleben. Das individuelle Lernen findet in selbst verabredeten Gruppen und nicht im üblichen Klassenverband statt. Mit der Gemeinschaftsgrundschule zusammen gibt es einen Grundschulaustausch mit einer Partnerschule in Bedfordshire.

## Auszeichnungen
Sie war 2006 in der für die Endauswahl nominierten 18 von 481 Schulen für den Deutschen Schulpreis und erhielt 2007 das Gütesiegel Individuelle Förderung NRW, den Umweltpreis des Rhein-Sieg-Kreises.

## Weiteres
Die Schule ist Mitglied im Schulverbund Blick über den Zaun. Von 2003 bis 2005 war Falko Peschel Konrektor der Schule.